# Римская тема (шахматы)
Ри́мская те́ма (называемая также «римская идея») — распространённая тема в шахматной композиции логической школы; более всего представлена в задачах, но встречается и в этюдах. Тема чаще всего означает жертву фигуры для привлечения неприятельской фигуры на невыгодное поле. В «Словаре шахматной композиции» римская тема определяется в следующей формулировке: «дальнобойная чёрная фигура в начальном положении мешает белым осуществить угрозу, она отвлекается, чтобы затем быть привлечённой с помощью той же угрозы на новое поле, что приводит к ослаблению позиции чёрных». В этюдах римскую идею могут использовать также и чёрные.

## История
Впервые «римская идея» встретилась в 1858 году в задаче английского проблемиста Генри Кидсона (Henry Edwin Kidson, 1832—1910), однако осталась незамеченной. В 1905 году появилась показанная ниже задача немецких проблемистов Карла Коккелькорна и Йоханнеса Котца.
|   | a | b | c | d | e | f | g | h |   |
| - | --- | --- | --- | --- | --- | --- | --- | --- | - |
| 8 | b7 белый конь · e7 чёрный слон · b5 белый слон · a4 белый король · d4 белая пешка · c3 чёрный король · e3 белая пешка · f2 белый ферзь | b7 белый конь · e7 чёрный слон · b5 белый слон · a4 белый король · d4 белая пешка · c3 чёрный король · e3 белая пешка · f2 белый ферзь | b7 белый конь · e7 чёрный слон · b5 белый слон · a4 белый король · d4 белая пешка · c3 чёрный король · e3 белая пешка · f2 белый ферзь | b7 белый конь · e7 чёрный слон · b5 белый слон · a4 белый король · d4 белая пешка · c3 чёрный король · e3 белая пешка · f2 белый ферзь | b7 белый конь · e7 чёрный слон · b5 белый слон · a4 белый король · d4 белая пешка · c3 чёрный король · e3 белая пешка · f2 белый ферзь | b7 белый конь · e7 чёрный слон · b5 белый слон · a4 белый король · d4 белая пешка · c3 чёрный король · e3 белая пешка · f2 белый ферзь | b7 белый конь · e7 чёрный слон · b5 белый слон · a4 белый король · d4 белая пешка · c3 чёрный король · e3 белая пешка · f2 белый ферзь | b7 белый конь · e7 чёрный слон · b5 белый слон · a4 белый король · d4 белая пешка · c3 чёрный король · e3 белая пешка · f2 белый ферзь | 8 |
| 7 | b7 белый конь · e7 чёрный слон · b5 белый слон · a4 белый король · d4 белая пешка · c3 чёрный король · e3 белая пешка · f2 белый ферзь | b7 белый конь · e7 чёрный слон · b5 белый слон · a4 белый король · d4 белая пешка · c3 чёрный король · e3 белая пешка · f2 белый ферзь | b7 белый конь · e7 чёрный слон · b5 белый слон · a4 белый король · d4 белая пешка · c3 чёрный король · e3 белая пешка · f2 белый ферзь | b7 белый конь · e7 чёрный слон · b5 белый слон · a4 белый король · d4 белая пешка · c3 чёрный король · e3 белая пешка · f2 белый ферзь | b7 белый конь · e7 чёрный слон · b5 белый слон · a4 белый король · d4 белая пешка · c3 чёрный король · e3 белая пешка · f2 белый ферзь | b7 белый конь · e7 чёрный слон · b5 белый слон · a4 белый король · d4 белая пешка · c3 чёрный король · e3 белая пешка · f2 белый ферзь | b7 белый конь · e7 чёрный слон · b5 белый слон · a4 белый король · d4 белая пешка · c3 чёрный король · e3 белая пешка · f2 белый ферзь | b7 белый конь · e7 чёрный слон · b5 белый слон · a4 белый король · d4 белая пешка · c3 чёрный король · e3 белая пешка · f2 белый ферзь | 7 |
| 6 | b7 белый конь · e7 чёрный слон · b5 белый слон · a4 белый король · d4 белая пешка · c3 чёрный король · e3 белая пешка · f2 белый ферзь | b7 белый конь · e7 чёрный слон · b5 белый слон · a4 белый король · d4 белая пешка · c3 чёрный король · e3 белая пешка · f2 белый ферзь | b7 белый конь · e7 чёрный слон · b5 белый слон · a4 белый король · d4 белая пешка · c3 чёрный король · e3 белая пешка · f2 белый ферзь | b7 белый конь · e7 чёрный слон · b5 белый слон · a4 белый король · d4 белая пешка · c3 чёрный король · e3 белая пешка · f2 белый ферзь | b7 белый конь · e7 чёрный слон · b5 белый слон · a4 белый король · d4 белая пешка · c3 чёрный король · e3 белая пешка · f2 белый ферзь | b7 белый конь · e7 чёрный слон · b5 белый слон · a4 белый король · d4 белая пешка · c3 чёрный король · e3 белая пешка · f2 белый ферзь | b7 белый конь · e7 чёрный слон · b5 белый слон · a4 белый король · d4 белая пешка · c3 чёрный король · e3 белая пешка · f2 белый ферзь | b7 белый конь · e7 чёрный слон · b5 белый слон · a4 белый король · d4 белая пешка · c3 чёрный король · e3 белая пешка · f2 белый ферзь | 6 |
| 5 | b7 белый конь · e7 чёрный слон · b5 белый слон · a4 белый король · d4 белая пешка · c3 чёрный король · e3 белая пешка · f2 белый ферзь | b7 белый конь · e7 чёрный слон · b5 белый слон · a4 белый король · d4 белая пешка · c3 чёрный король · e3 белая пешка · f2 белый ферзь | b7 белый конь · e7 чёрный слон · b5 белый слон · a4 белый король · d4 белая пешка · c3 чёрный король · e3 белая пешка · f2 белый ферзь | b7 белый конь · e7 чёрный слон · b5 белый слон · a4 белый король · d4 белая пешка · c3 чёрный король · e3 белая пешка · f2 белый ферзь | b7 белый конь · e7 чёрный слон · b5 белый слон · a4 белый король · d4 белая пешка · c3 чёрный король · e3 белая пешка · f2 белый ферзь | b7 белый конь · e7 чёрный слон · b5 белый слон · a4 белый король · d4 белая пешка · c3 чёрный король · e3 белая пешка · f2 белый ферзь | b7 белый конь · e7 чёрный слон · b5 белый слон · a4 белый король · d4 белая пешка · c3 чёрный король · e3 белая пешка · f2 белый ферзь | b7 белый конь · e7 чёрный слон · b5 белый слон · a4 белый король · d4 белая пешка · c3 чёрный король · e3 белая пешка · f2 белый ферзь | 5 |
| 4 | b7 белый конь · e7 чёрный слон · b5 белый слон · a4 белый король · d4 белая пешка · c3 чёрный король · e3 белая пешка · f2 белый ферзь | b7 белый конь · e7 чёрный слон · b5 белый слон · a4 белый король · d4 белая пешка · c3 чёрный король · e3 белая пешка · f2 белый ферзь | b7 белый конь · e7 чёрный слон · b5 белый слон · a4 белый король · d4 белая пешка · c3 чёрный король · e3 белая пешка · f2 белый ферзь | b7 белый конь · e7 чёрный слон · b5 белый слон · a4 белый король · d4 белая пешка · c3 чёрный король · e3 белая пешка · f2 белый ферзь | b7 белый конь · e7 чёрный слон · b5 белый слон · a4 белый король · d4 белая пешка · c3 чёрный король · e3 белая пешка · f2 белый ферзь | b7 белый конь · e7 чёрный слон · b5 белый слон · a4 белый король · d4 белая пешка · c3 чёрный король · e3 белая пешка · f2 белый ферзь | b7 белый конь · e7 чёрный слон · b5 белый слон · a4 белый король · d4 белая пешка · c3 чёрный король · e3 белая пешка · f2 белый ферзь | b7 белый конь · e7 чёрный слон · b5 белый слон · a4 белый король · d4 белая пешка · c3 чёрный король · e3 белая пешка · f2 белый ферзь | 4 |
| 3 | b7 белый конь · e7 чёрный слон · b5 белый слон · a4 белый король · d4 белая пешка · c3 чёрный король · e3 белая пешка · f2 белый ферзь | b7 белый конь · e7 чёрный слон · b5 белый слон · a4 белый король · d4 белая пешка · c3 чёрный король · e3 белая пешка · f2 белый ферзь | b7 белый конь · e7 чёрный слон · b5 белый слон · a4 белый король · d4 белая пешка · c3 чёрный король · e3 белая пешка · f2 белый ферзь | b7 белый конь · e7 чёрный слон · b5 белый слон · a4 белый король · d4 белая пешка · c3 чёрный король · e3 белая пешка · f2 белый ферзь | b7 белый конь · e7 чёрный слон · b5 белый слон · a4 белый король · d4 белая пешка · c3 чёрный король · e3 белая пешка · f2 белый ферзь | b7 белый конь · e7 чёрный слон · b5 белый слон · a4 белый король · d4 белая пешка · c3 чёрный король · e3 белая пешка · f2 белый ферзь | b7 белый конь · e7 чёрный слон · b5 белый слон · a4 белый король · d4 белая пешка · c3 чёрный король · e3 белая пешка · f2 белый ферзь | b7 белый конь · e7 чёрный слон · b5 белый слон · a4 белый король · d4 белая пешка · c3 чёрный король · e3 белая пешка · f2 белый ферзь | 3 |
| 2 | b7 белый конь · e7 чёрный слон · b5 белый слон · a4 белый король · d4 белая пешка · c3 чёрный король · e3 белая пешка · f2 белый ферзь | b7 белый конь · e7 чёрный слон · b5 белый слон · a4 белый король · d4 белая пешка · c3 чёрный король · e3 белая пешка · f2 белый ферзь | b7 белый конь · e7 чёрный слон · b5 белый слон · a4 белый король · d4 белая пешка · c3 чёрный король · e3 белая пешка · f2 белый ферзь | b7 белый конь · e7 чёрный слон · b5 белый слон · a4 белый король · d4 белая пешка · c3 чёрный король · e3 белая пешка · f2 белый ферзь | b7 белый конь · e7 чёрный слон · b5 белый слон · a4 белый король · d4 белая пешка · c3 чёрный король · e3 белая пешка · f2 белый ферзь | b7 белый конь · e7 чёрный слон · b5 белый слон · a4 белый король · d4 белая пешка · c3 чёрный король · e3 белая пешка · f2 белый ферзь | b7 белый конь · e7 чёрный слон · b5 белый слон · a4 белый король · d4 белая пешка · c3 чёрный король · e3 белая пешка · f2 белый ферзь | b7 белый конь · e7 чёрный слон · b5 белый слон · a4 белый король · d4 белая пешка · c3 чёрный король · e3 белая пешка · f2 белый ферзь | 2 |
| 1 | b7 белый конь · e7 чёрный слон · b5 белый слон · a4 белый король · d4 белая пешка · c3 чёрный король · e3 белая пешка · f2 белый ферзь | b7 белый конь · e7 чёрный слон · b5 белый слон · a4 белый король · d4 белая пешка · c3 чёрный король · e3 белая пешка · f2 белый ферзь | b7 белый конь · e7 чёрный слон · b5 белый слон · a4 белый король · d4 белая пешка · c3 чёрный король · e3 белая пешка · f2 белый ферзь | b7 белый конь · e7 чёрный слон · b5 белый слон · a4 белый король · d4 белая пешка · c3 чёрный король · e3 белая пешка · f2 белый ферзь | b7 белый конь · e7 чёрный слон · b5 белый слон · a4 белый король · d4 белая пешка · c3 чёрный король · e3 белая пешка · f2 белый ферзь | b7 белый конь · e7 чёрный слон · b5 белый слон · a4 белый король · d4 белая пешка · c3 чёрный король · e3 белая пешка · f2 белый ферзь | b7 белый конь · e7 чёрный слон · b5 белый слон · a4 белый король · d4 белая пешка · c3 чёрный король · e3 белая пешка · f2 белый ферзь | b7 белый конь · e7 чёрный слон · b5 белый слон · a4 белый король · d4 белая пешка · c3 чёрный король · e3 белая пешка · f2 белый ферзь | 1 |
|   | a | b | c | d | e | f | g | h |   |

Решение.

1. Кd6! Отвлекает слона. Преждевременно 1. Фe2 Сg5! 2. Сd3 С:e3.

1… С:d6

2. Фe2 Сf4

3. ef Кр: d4

4. Фe5×
Задача Котца и Коккелькорна была посвящена римскому шахматисту А. Гульельметти, поэтому выраженная в ней идея вошла в историю шахматной композиции под названием «римская тема»; она вызвала общий интерес и творческий отклик у множества проблемистов и этюдистов. В рамках «логической школы» по своей общности и важности римская тема не уступает индийской; основоположник логической школы Йоханнес Котц считал римскую тему своим главным достижением в композиции.

## Особенности темы
При выражении темы цель жертвы может быть разнообразной — отвлечение, привлечение, блокирование поля (даже отдалённого от чёрного короля), открытие линии, закрытие линии, достижение цугцванга и т. д. Из-за этого многообразия комментаторы подразделяют римскую тему на несколько категорий, например: римская тема с перекрытием, римская тема с блокировкой, римская тема с отвлечением и т. п. Нередко в римской теме представлены геометрически аналогичные движения чёрной фигуры в ложном следе и в действительном решении.

## Тема в задачах
Идея задачи Эриха Цеплера, одного из виднейших представителей логической школы, чрезвычайно остроумна.
|   | a | b | c | d | e | f | g | h |   |
| - | --- | --- | --- | --- | --- | --- | --- | --- | - |
| 8 | a8 чёрный слон · d5 чёрная пешка · f5 белый слон · h4 белый король · g3 белый конь · d2 белая ладья · g1 чёрный король | a8 чёрный слон · d5 чёрная пешка · f5 белый слон · h4 белый король · g3 белый конь · d2 белая ладья · g1 чёрный король | a8 чёрный слон · d5 чёрная пешка · f5 белый слон · h4 белый король · g3 белый конь · d2 белая ладья · g1 чёрный король | a8 чёрный слон · d5 чёрная пешка · f5 белый слон · h4 белый король · g3 белый конь · d2 белая ладья · g1 чёрный король | a8 чёрный слон · d5 чёрная пешка · f5 белый слон · h4 белый король · g3 белый конь · d2 белая ладья · g1 чёрный король | a8 чёрный слон · d5 чёрная пешка · f5 белый слон · h4 белый король · g3 белый конь · d2 белая ладья · g1 чёрный король | a8 чёрный слон · d5 чёрная пешка · f5 белый слон · h4 белый король · g3 белый конь · d2 белая ладья · g1 чёрный король | a8 чёрный слон · d5 чёрная пешка · f5 белый слон · h4 белый король · g3 белый конь · d2 белая ладья · g1 чёрный король | 8 |
| 7 | a8 чёрный слон · d5 чёрная пешка · f5 белый слон · h4 белый король · g3 белый конь · d2 белая ладья · g1 чёрный король | a8 чёрный слон · d5 чёрная пешка · f5 белый слон · h4 белый король · g3 белый конь · d2 белая ладья · g1 чёрный король | a8 чёрный слон · d5 чёрная пешка · f5 белый слон · h4 белый король · g3 белый конь · d2 белая ладья · g1 чёрный король | a8 чёрный слон · d5 чёрная пешка · f5 белый слон · h4 белый король · g3 белый конь · d2 белая ладья · g1 чёрный король | a8 чёрный слон · d5 чёрная пешка · f5 белый слон · h4 белый король · g3 белый конь · d2 белая ладья · g1 чёрный король | a8 чёрный слон · d5 чёрная пешка · f5 белый слон · h4 белый король · g3 белый конь · d2 белая ладья · g1 чёрный король | a8 чёрный слон · d5 чёрная пешка · f5 белый слон · h4 белый король · g3 белый конь · d2 белая ладья · g1 чёрный король | a8 чёрный слон · d5 чёрная пешка · f5 белый слон · h4 белый король · g3 белый конь · d2 белая ладья · g1 чёрный король | 7 |
| 6 | a8 чёрный слон · d5 чёрная пешка · f5 белый слон · h4 белый король · g3 белый конь · d2 белая ладья · g1 чёрный король | a8 чёрный слон · d5 чёрная пешка · f5 белый слон · h4 белый король · g3 белый конь · d2 белая ладья · g1 чёрный король | a8 чёрный слон · d5 чёрная пешка · f5 белый слон · h4 белый король · g3 белый конь · d2 белая ладья · g1 чёрный король | a8 чёрный слон · d5 чёрная пешка · f5 белый слон · h4 белый король · g3 белый конь · d2 белая ладья · g1 чёрный король | a8 чёрный слон · d5 чёрная пешка · f5 белый слон · h4 белый король · g3 белый конь · d2 белая ладья · g1 чёрный король | a8 чёрный слон · d5 чёрная пешка · f5 белый слон · h4 белый король · g3 белый конь · d2 белая ладья · g1 чёрный король | a8 чёрный слон · d5 чёрная пешка · f5 белый слон · h4 белый король · g3 белый конь · d2 белая ладья · g1 чёрный король | a8 чёрный слон · d5 чёрная пешка · f5 белый слон · h4 белый король · g3 белый конь · d2 белая ладья · g1 чёрный король | 6 |
| 5 | a8 чёрный слон · d5 чёрная пешка · f5 белый слон · h4 белый король · g3 белый конь · d2 белая ладья · g1 чёрный король | a8 чёрный слон · d5 чёрная пешка · f5 белый слон · h4 белый король · g3 белый конь · d2 белая ладья · g1 чёрный король | a8 чёрный слон · d5 чёрная пешка · f5 белый слон · h4 белый король · g3 белый конь · d2 белая ладья · g1 чёрный король | a8 чёрный слон · d5 чёрная пешка · f5 белый слон · h4 белый король · g3 белый конь · d2 белая ладья · g1 чёрный король | a8 чёрный слон · d5 чёрная пешка · f5 белый слон · h4 белый король · g3 белый конь · d2 белая ладья · g1 чёрный король | a8 чёрный слон · d5 чёрная пешка · f5 белый слон · h4 белый король · g3 белый конь · d2 белая ладья · g1 чёрный король | a8 чёрный слон · d5 чёрная пешка · f5 белый слон · h4 белый король · g3 белый конь · d2 белая ладья · g1 чёрный король | a8 чёрный слон · d5 чёрная пешка · f5 белый слон · h4 белый король · g3 белый конь · d2 белая ладья · g1 чёрный король | 5 |
| 4 | a8 чёрный слон · d5 чёрная пешка · f5 белый слон · h4 белый король · g3 белый конь · d2 белая ладья · g1 чёрный король | a8 чёрный слон · d5 чёрная пешка · f5 белый слон · h4 белый король · g3 белый конь · d2 белая ладья · g1 чёрный король | a8 чёрный слон · d5 чёрная пешка · f5 белый слон · h4 белый король · g3 белый конь · d2 белая ладья · g1 чёрный король | a8 чёрный слон · d5 чёрная пешка · f5 белый слон · h4 белый король · g3 белый конь · d2 белая ладья · g1 чёрный король | a8 чёрный слон · d5 чёрная пешка · f5 белый слон · h4 белый король · g3 белый конь · d2 белая ладья · g1 чёрный король | a8 чёрный слон · d5 чёрная пешка · f5 белый слон · h4 белый король · g3 белый конь · d2 белая ладья · g1 чёрный король | a8 чёрный слон · d5 чёрная пешка · f5 белый слон · h4 белый король · g3 белый конь · d2 белая ладья · g1 чёрный король | a8 чёрный слон · d5 чёрная пешка · f5 белый слон · h4 белый король · g3 белый конь · d2 белая ладья · g1 чёрный король | 4 |
| 3 | a8 чёрный слон · d5 чёрная пешка · f5 белый слон · h4 белый король · g3 белый конь · d2 белая ладья · g1 чёрный король | a8 чёрный слон · d5 чёрная пешка · f5 белый слон · h4 белый король · g3 белый конь · d2 белая ладья · g1 чёрный король | a8 чёрный слон · d5 чёрная пешка · f5 белый слон · h4 белый король · g3 белый конь · d2 белая ладья · g1 чёрный король | a8 чёрный слон · d5 чёрная пешка · f5 белый слон · h4 белый король · g3 белый конь · d2 белая ладья · g1 чёрный король | a8 чёрный слон · d5 чёрная пешка · f5 белый слон · h4 белый король · g3 белый конь · d2 белая ладья · g1 чёрный король | a8 чёрный слон · d5 чёрная пешка · f5 белый слон · h4 белый король · g3 белый конь · d2 белая ладья · g1 чёрный король | a8 чёрный слон · d5 чёрная пешка · f5 белый слон · h4 белый король · g3 белый конь · d2 белая ладья · g1 чёрный король | a8 чёрный слон · d5 чёрная пешка · f5 белый слон · h4 белый король · g3 белый конь · d2 белая ладья · g1 чёрный король | 3 |
| 2 | a8 чёрный слон · d5 чёрная пешка · f5 белый слон · h4 белый король · g3 белый конь · d2 белая ладья · g1 чёрный король | a8 чёрный слон · d5 чёрная пешка · f5 белый слон · h4 белый король · g3 белый конь · d2 белая ладья · g1 чёрный король | a8 чёрный слон · d5 чёрная пешка · f5 белый слон · h4 белый король · g3 белый конь · d2 белая ладья · g1 чёрный король | a8 чёрный слон · d5 чёрная пешка · f5 белый слон · h4 белый король · g3 белый конь · d2 белая ладья · g1 чёрный король | a8 чёрный слон · d5 чёрная пешка · f5 белый слон · h4 белый король · g3 белый конь · d2 белая ладья · g1 чёрный король | a8 чёрный слон · d5 чёрная пешка · f5 белый слон · h4 белый король · g3 белый конь · d2 белая ладья · g1 чёрный король | a8 чёрный слон · d5 чёрная пешка · f5 белый слон · h4 белый король · g3 белый конь · d2 белая ладья · g1 чёрный король | a8 чёрный слон · d5 чёрная пешка · f5 белый слон · h4 белый король · g3 белый конь · d2 белая ладья · g1 чёрный король | 2 |
| 1 | a8 чёрный слон · d5 чёрная пешка · f5 белый слон · h4 белый король · g3 белый конь · d2 белая ладья · g1 чёрный король | a8 чёрный слон · d5 чёрная пешка · f5 белый слон · h4 белый король · g3 белый конь · d2 белая ладья · g1 чёрный король | a8 чёрный слон · d5 чёрная пешка · f5 белый слон · h4 белый король · g3 белый конь · d2 белая ладья · g1 чёрный король | a8 чёрный слон · d5 чёрная пешка · f5 белый слон · h4 белый король · g3 белый конь · d2 белая ладья · g1 чёрный король | a8 чёрный слон · d5 чёрная пешка · f5 белый слон · h4 белый король · g3 белый конь · d2 белая ладья · g1 чёрный король | a8 чёрный слон · d5 чёрная пешка · f5 белый слон · h4 белый король · g3 белый конь · d2 белая ладья · g1 чёрный король | a8 чёрный слон · d5 чёрная пешка · f5 белый слон · h4 белый король · g3 белый конь · d2 белая ладья · g1 чёрный король | a8 чёрный слон · d5 чёрная пешка · f5 белый слон · h4 белый король · g3 белый конь · d2 белая ладья · g1 чёрный король | 1 |
|   | a | b | c | d | e | f | g | h |   |

Решение.

1. Сe4!! Завлекает пешку туда, где она вскоре отнимет поле у короля. Преждевременно 1. Крh3? d4.

1… de

2. Крh3 e3

3. Лd1+ Крf2

4. Лf1×

## Тема в этюдах
В этюде впервые римскую тему выразил латышский гроссмейстер Герман Матисон. Ниже в качестве примера приведен этюд З. М. Бирнова, занявший 15-е место во II-м Всесоюзном первенстве по композиции (1947—1948).
[Тип "этюд"] 
[Автор "З. М. Бирнов"] 
[Год "1947"] 
[FEN "8/P1k/3p4/8/2K3Rb/8/2p5/8 w KQkq - 0 1 "] 
1.Rg7+ Kb6 2.a8=N+! Ka6 3.Nc7+ Ka5 4.Rg1 Bg5!! 5.Rxg5+ d5+! 6.Rxd5+ Ka4 7.Nb5!! c1=Q+ 8.Nc3+ Ka3 9.Ra5+ Kb2 10.Ra2× 1-0
Выигрыш (3 + 4)
1. Лg7+ Крb6

2. a8К+! Крa6

3. Кc7+ Крa5 (3…Крb6 4. Кd5+ и 5. Кb4+, или 3…Крa7(b7) 4. Кe6+ и 5. Лg1)

4. Лg1 Сg5!!

5. Л:g5+ d5+! Римская идея — ладья завлекается на вертикаль d, откуда не может задержать чёрную пешку c2.

6. Л:d5+ Крa4 (6…Крb6 7. Лb5+ Кр: c7 8. Лc5+ и 9. Крb5(d5))

7. Кb5!! c1Ф+

8. Кc3+ Крa3

9. Лa5+ Крb2

10. Лa2×